# Saint-Pargoire
Saint-Pargoire é uma comuna francesa na região administrativa de Occitânia, no departamento de Hérault. Estende-se por uma área de 23,77 km². Em 2010 a comuna tinha 2 330 habitantes (densidade: 98 hab./km²).